# St.-Matthew-Insel
Die St.-Matthew-Insel (englisch St. Matthew Island) ist eine zum US-Bundesstaat Alaska gehörende, unbewohnte Insel in der Beringsee. Sie liegt in der Bethel Census Area. Johann Sind entdeckte  sie während seiner Fahrt durch die Beringsee.

## Geographie
St. Matthew liegt vergleichsweise isoliert etwa 295 km West-Nord-West vor Nunivak. Die langgestreckte Insel ist 54 km lang, jedoch nur 1 bis 6 km breit; der höchste Punkt liegt bei etwa 450 Metern über dem Meer. Sie hat eine Fläche von 357,05 km² und ist damit der Fläche nach die 43.-größte Insel der Vereinigten Staaten.
Das Inselinnere ist durch subarktische Tundra charakterisiert. Die hügelige Landschaft wird von breiten Flusstälern durchzogen. Die Küste weist einen Mix steiler Abhänge, Kliffs und Strände auf. Das am südlichsten Ende gelegene Kap Upright weist etwas mehr als 300 Meter hohe Kliffs auf. Die höchste Erhebung ist der Sugarloaf Mountain mit 450 Metern.
5 km nördlich von St. Matthew jenseits der vier Kilometer breiten Sarichev Strait liegt das kleine Hall Island, 13 km südlich von St. Matthew das kleine Pinnacle Island.

## Naturschutz
Die gesamte Insel ist als Naturschutzgebiet ausgewiesen und Teil des Alaska Maritime National Wildlife Refuge.

## Tierwelt
Einzige Säugetiere sind derzeit Polarfüchse und Wühlmäuse, gelegentlich kommen Eisbären über das Meereseis. Eine in den 1940er Jahren ausgesetzte Rentier-Population ist zwischenzeitlich wieder eingegangen. Auf der Insel befindet sich unter anderem eine Brutkolonie von Schopfalken, einem mittelgroßen Alkenvogel, der während der Brutzeit einen auffällig orangeroten Schnabel und einen nach vorne reichenden Federschopf aufweist.
In einem kleinen See auf der Insel leben Exemplare des Königslachses (Oncorhynchus tshawytscha) und des Wandersaiblings.

Flora/Fauna
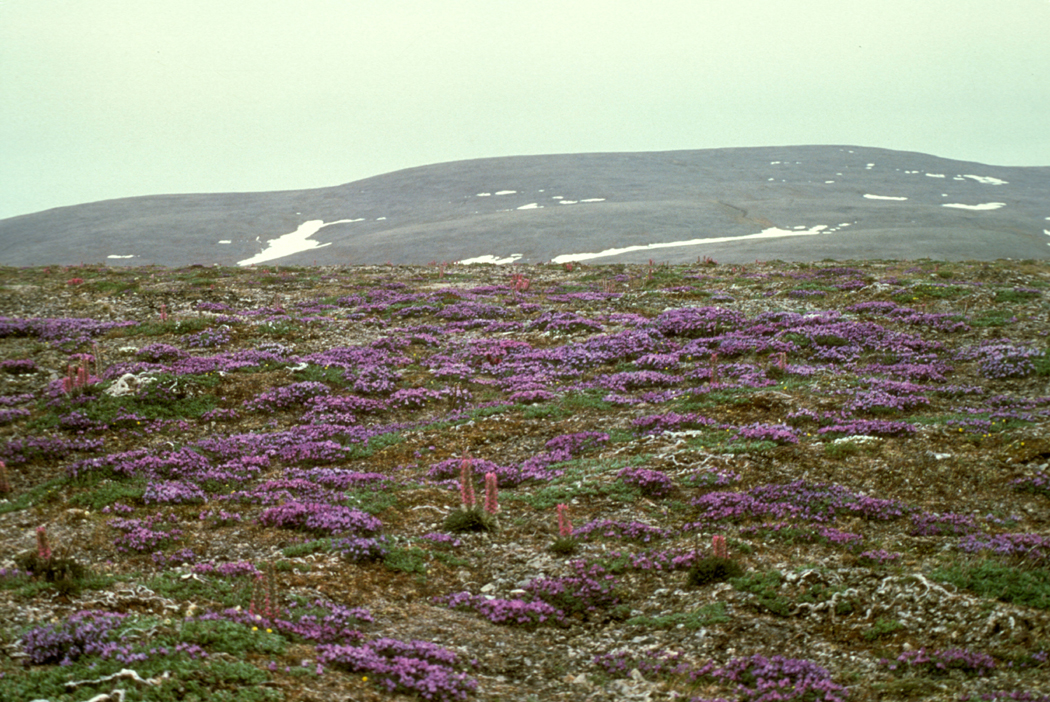
Tundra auf St. Matthew mit der Purpur-Spitzkiele (Oxytropis nigrescens)
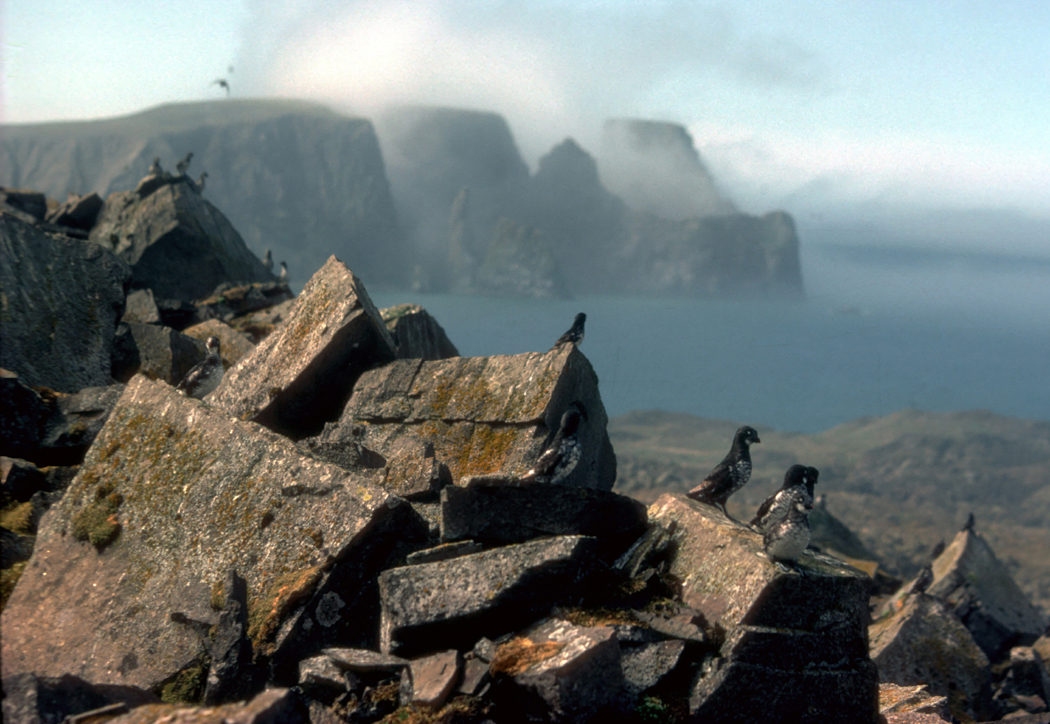
Zwergalken (Aethia pusilla) auf St. Matthew